# Teréza Nováková

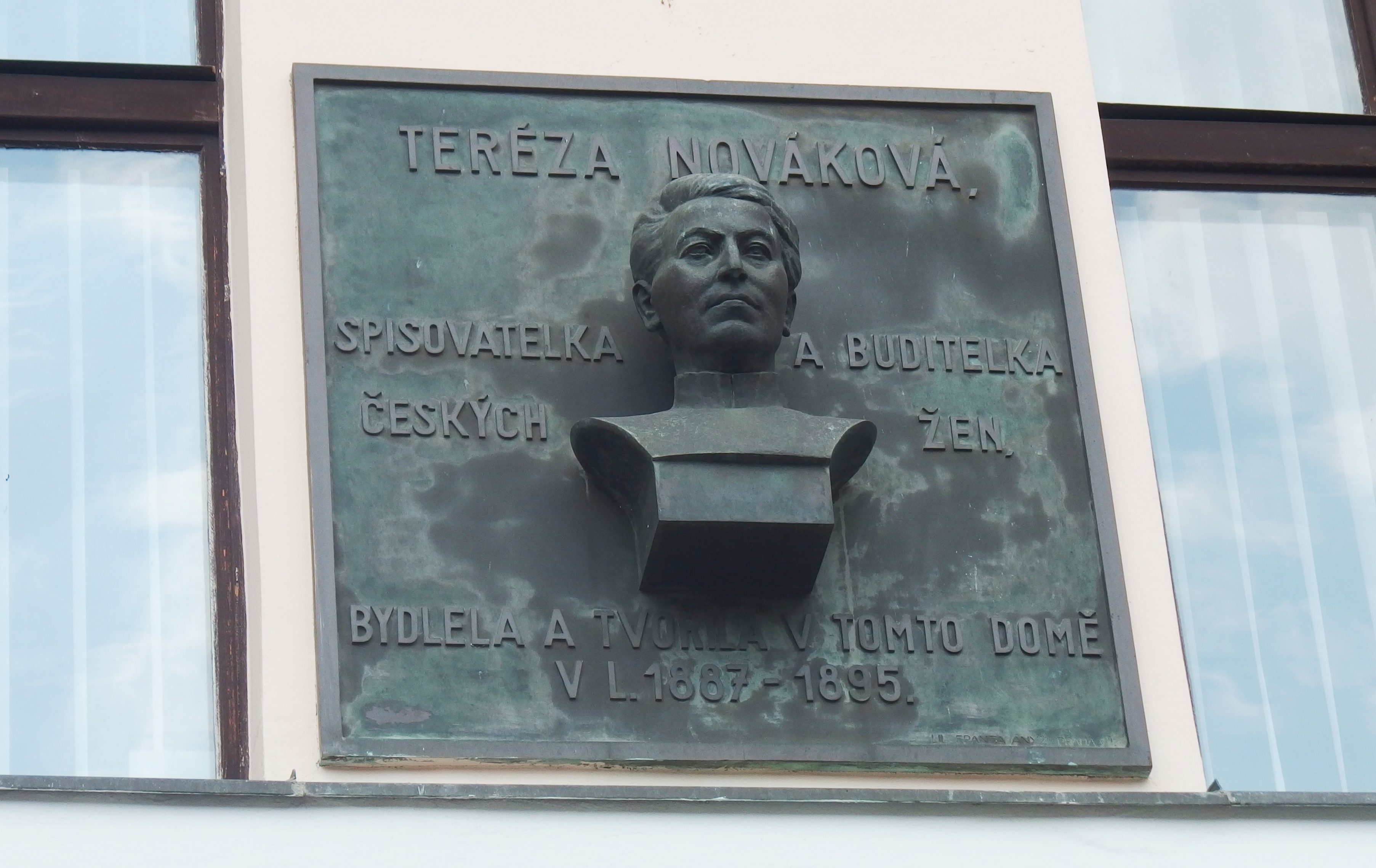
Pamětní deska v Litomyšli

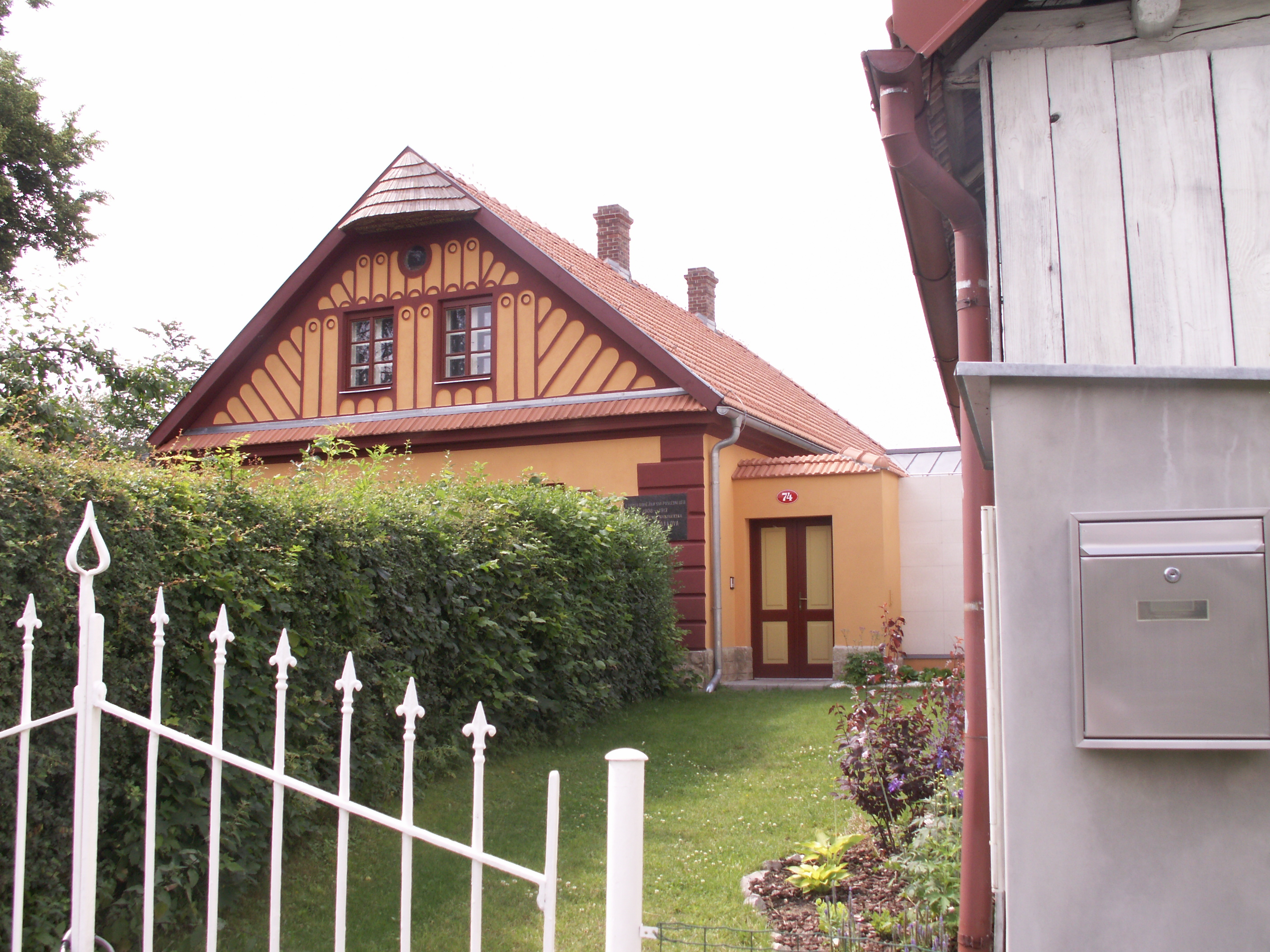
Proseč – domeček Terezy Novákové

Teréza Nováková, rozená Lanhausová, (31. července 1853 Praha-Nové Město – 13. listopadu 1912 Praha) byla česká spisovatelka s regionálním zaměřením na okolí Litomyšle a Proseče, představitelka realismu a tzv. venkovské prózy. Byla také aktivní feministkou.

## Život

### Původ
Pocházela z Prahy, z „dobré“ rodiny. Její otec byl úředníkem pražské České spořitelny původem z Hradce Králové. Nejednalo se o člověka nijak razantního ani v životě osobním, ani kulturním a politickém. Byl to tichý a klidný člověk, který měl uzavřenou až klidnou povahu, jak ho popisuje vnuk Arne Novák. Dědeček se živil jako hradecký poštmistr. Další předkové z otcovy strany pocházeli z Porýní a z Teplicka.
Matka, rozená Ernestina  Deutschová, pocházela ze zámožné německo-židovské rodiny „jihlavských Němců“, ale od útlého věku žila a byla vychovávána ve Vídni. Byla to chytrá, vtipná a citlivá žena, která se ale česky, na rozdíl od svého manžela, nenaučila. Přesto se přikláněla na stranu Čechů. S tím souviselo i rozhodnutí o českém vzdělávání všech jejích čtyř dětí, prvorozenou Terézu nevyjímaje.

### Dětství a dospívání
Už jako malé dítě byla Teréza Lanhausová velmi inteligentní dívenkou. Její matka si toho byla vědoma, a proto jí věnovala nadměrnou pozornost. Doba, ve které se formovala osobnost Terézy Novákové, byla složitá především z hlediska kulturní atmosféry odrážející silný český a německý nacionalismus. Od každé dobře situované měšťanské rodiny se očekávalo přiklonění k české, či německé národnosti na základě hospodářských, politických, ale i individuálních pohnutek. Přestože rodina měla německé předky a doma se mluvilo německy, nebylo možné popřít vliv českého kulturního prostředí (divadlo, hudba, regionální obrozenecké tradice, vzdělávání na místním gymnáziu…). K češství Terézu vedl především otec. Dříve než znala česká slova, znala české písně, protože tatínek byl hudebník. První hybnou silou českého kulturního a politického smýšlení se však stala její matka. Dále v jejím vlastenectví sehrál velkou roli její budoucí manžel a v neposlední řadě se pro něj rozhodla sama. Nikdy se nepřestala zajímat o dobové dění, o kulturu, umění a politiku, a pokud mohla, vyjadřovala své názory veřejně. Zabývala se prací v ženských spolcích a bojem za rovnoprávnost žen (jeden ženský vzdělávací spolek sama založila). Byla též sběratelkou krojů, výšivek a keramiky. Navštěvovala dívčí školu F. S. Amerlingové, později Náprstkův Americký klub českých dam, kam ji uvedla Karolina Světlá, jež byla jejím vzorem. Důkladná znalost cizích jazyků jí umožnila číst německé a anglické autory v originále a poznat tak světovou literaturu.
Její dospívání nebylo jednoduché. První polovina šedesátých let 19. století byla nadějná (postupný odchod Bachova absolutismu, uvolnění cenzury, masové veřejné akce, počátek feminismu) a plná manifestací, druhá polovina šedesátých let však přinesla hořké zklamání. V první řadě započala prusko-rakouská válka, následovala epidemie cholery a rakousko-uherské vyrovnání, které pro slovanské národy nedopadlo dobře. Lidé však byli zvyklí scházet se, a tak se scházeli dál, i když jim za to hrozily postihy. Vyvrcholením masových akcí se stalo položení základního kamene Národního divadla v roce 1868. Teréza byla vnímavá ke všem těmto událostem, byla citlivá a měla pozorovací talent. Poslouchala názory svých rodičů i ostatních a vytvářela si obrázek. Své myšlení a dospívající svět zachytila v autobiografické novele Z jarních dob. V dospívání si vedla deník (zpočátku v němčině s českými vsuvkami, později přechází i do angličtiny a jazyků, které nerozluští jen tak někdo[zdroj?]). Píše zde například:
„Zář slunce-květů dech-ptáčků píseň jarní (...) zdaž kdy v těch temných truchlivých dnech doufala jsem, že to bude obrazem srdce mého? Probudila se Teréza k životu!! Konečně, konečně ty motlidbičky vášnivé, ty touhy po jaře, ty blouznivé po blahu stesky se vyplnily, (...) all my hopes (....). Ó, jak je život zase vábivý mi, uprchnuvší z ledu a sněhu, kde dobu dlouhou tak s duší zoufalou, se srdcem promrzlým jsem prodlela (...) jsem tak blažená!“
,,Truchlivou reflexí prožívám tu dobu roku novou. Plesala jsem příliš brzy (...) jaro, vyklouzivši slunečnou zář – několik balíčků vonných – uprchlo. S ním zmizely hlasy zpěvné, sníh pokryl opět zem a květy zhynuly,
Ach, ty róže, krásná róže,
čemus raně vykvietla?
Vykvietši usviedla,

usviedši promrzla?“
z deníku Terézy Novákové

### Manželství, mateřství a smrt
Při studiu se seznámila se Svatoplukem Čechem a se svým budoucím manželem, gymnaziálním profesorem Josefem Novákem. Po svatbě odešli v roce 1876 do Litomyšle, kde pracovala osvětově a zajímala se o národopisné studium východočeského lidu. Autorce trvalo, než se s krajem sžila, ale později si ho zamilovala, a i po manželově opětovném přeložení do Prahy se na známá místa stále vracela. Do Prahy se rodina vrátila po dvaceti letech. O několik let později se Nováková usadila v Proseči u Skutče. Právě v Proseči, v tiché samotě, trávila svých posledních dvanáct let života a napsala tu svůj stěžejní román Drašar. 
S Josefem Novákem, kterého si jako manžela vyvzdorovala, měla sedm dětí, přežily ji však jen dvě: literární kritik a historik Arne Novák a nejmladší Jaroslav (i ten však zemřel předčasně). Prvorozené dítě Novákových se narodilo mrtvé, nadaný přírodovědec Theodor se utopil v roce 1901 (věk 22 let) při průzkumu Labe, Marie zemřela ve čtrnácti a Ludmila v devatenácti. František Vladimír po neúspěšné zkoušce na vysoké škole spáchal sebevraždu a nejmladší Jaroslav, narozený v závěru devatenáctého století, padl (již po matčině smrti) v první světové válce. Se ztrátou dětí se nemohla vyrovnat, a proto stále psala. V tomto těžkém období vznikla její stěžejní díla. Ačkoli se po smrti Theodora rozhodla navždy pero odložit, literární práce se nevzdala.
Teréza Nováková zemřela v Praze u svého syna Arna Nováka. V roce 1977 byla v Proseči odhalena její socha.

## Dílo
Hlavním tématem jejího díla je duchovní vývoj východočeského venkova. Její hrdinové jsou ušlechtilí, bojují společně za pokrok společnosti jako celku. Pokrok v očích Terézy Novákové znamená socialismus a z toho samozřejmě plyne její zájem o dělnictvo a ty nejchudší. Již v dětství se u ní projevoval kladný vztah k umění, ráda recitovala a zpívala. V dívčích letech se již pokoušela o literární tvorbu, dostalo se jí dokonce povzbuzení a uznání od Vítězslava Hálka. Vztah autorky k literatuře nebyl určován pouze osobní zálibou, ale především úkolem bojovat za společenský pokrok. Ve svých prvních povídkách se nejdříve vrací převážně do svého dětství a mládí. Postupem času se stále více začíná zajímat o náboženské otázky a sociální poměry lidu. 

### První román
- Maloměstský román (1890) – popisuje osudy dcery K. Havlíčka Borovského, věnován Karolině Světlé. V této rozsáhlejší románové prvotině autorka reaguje spíše na závažné nedostatky v českém národním životě. Námětem románu se jí stal tragický osud dcery Karla Havlíčka Borovského, se kterou má hlavní hrdinka Svatava Krovecká mnoho společného. Nováková v díle kritizuje především povrchní chování měšťanské společnosti tvářící se jako vlastenecké, která však sleduje jen své zájmy a záliby.[9]

### Stěžejní romány
- Jan Jílek (1904) – hlavním hrdinou je reálná postava Jana Jílka.[10] Jan Jílek byl donucen kvůli svobodě svědomí opustit svou vlast a připojit se k exulantům v Českém Rixdorfu. Tři roky po napsání tohoto románu podnikla T. Nováková pouť k hrobu Jana Jílka a popsala své putování ve studii Za Janem Jílkem (studie byla vydána v roce 1901).[11] V Berlíně pak, s přispěním hrobníka, zasypaný náhrobek Jana Jílka nalezla, poté byl nalezený náhrobní kámen vyčištěn a znovu postaven.[12]
- Jiří Šmatlán (1906) – životopis člověka, který se od náboženství dostává k myšlenkám socialismu. Šmatlána nemůžeme považovat za socialistu v pravém slova smyslu. Přijímal ideje socialismu spíše srdcem než rozumem, spíše s vizionářskou touhou než s revolučním třídním uvědoměním, literární dílo poukazuje na to, že lidé té doby ještě nedokázali odložit náboženský světový názor, který pro ně byl v minulosti vnitřní jistotou.[13] Nejedná se o propagandistický román.[14] Josef Faltus v diskuzním příspěvku vydaném ve Studentské konferenci k 50. výročí úmrtí Terézy Novákové cituje Julia Fučíka: „Román T. Novákové Jiří Šmatlán nejjasněji vyjadřuje myšlenku celého románového díla této spisovatelky, boj člověka o povznesení do lepšího, spravedlivějšího řádu proti všemu útisku, který hubí v člověku to nejlidštější.“[15]
- Na Librově gruntě (1907) – rok 1848 na venkově, zabývá se problémy kolem zrušení roboty.
- Děti čistého živého (1909) – otázky náboženských skupin, obracejících se k mysticismu.[16] Román vznikal v letech 1903–1906 v nejtěžších dobách autorčina života, kdy ztratila v roce 1905 dvě děti. Kromě výše zmíněného berlínského náhrobku Jana Jílka nalezla T. Nováková v Českém Rixdorfu i náhrobek exulanta Vavřince Pakosty z Kamenných Sedlišť.[12] Jednou z postav románu Děti čistého živého je Pakosta, příbuzný tohoto exulanta. Ačkoliv autorka vychází z bohatého faktografického materiálu, v tomto románu se realita výrazně odchyluje od skutečnosti a dílo končí lidsky i společensky v bezvýchodnosti.
- Drašar (1914) – román napsaný podle skutečné osoby popisuje psychické problémy vesnického kněze. Román končí tragicky. Děj se odehrál pod dnešní Drašarovou lípou, u obce Pustá Rybná.[14]

### Ostatní próza
- Z měst i ze samot (1890)

- Karolina Světlá, její život a její spisy (1890)
- Kresby a črty (1891)
- Kroj lidový a národní vyšívání na Litomyšlsku (1891)
- Z nejvýchodnějších Čech (1898) – z cest po českomoravském pomezí
- Ženský klub český v Praze (1902)
- Rosné perly (1902)
- Úlomky žuly (1902) – jedná se o soubor povídek podobného ladění. Stěžejní pro jejich napsání bylo poznání prostých lidí východočeského kraje. Autorka se soustředila především na poznání a pochopení sociálních podmínek, zvyklostí a jazyka, klade důraz i na nářeční autentičnost.[9] Ze souboru Úlomky žuly: Drobová polévka – V povídce chudá tkalcovská rodina čeká na výslužku od svých bohatších příbuzných. Jedná se o realistickou povídku, ve které autorka podává skutečný obraz tehdejších poměrů, tzv. „kresbu dle skutečnosti z nejvýchodnějších Čech“. Autorka soucítí s chudými lidmi z východních Čech a snaží se do detailu vykreslit tehdejší obraz skutečnosti. Vedle Drobové povídky obsahují Úlomky žuly rovněž povídku S nůší (1894), Z rána před svatbou (1896) a Před pohřbem (1898).[9]
- Dvě stařenky (1908)
- Ze ženského hnutí (1912) – Výbor z autorčiných feministických projevů
- Démon a jiné ženské podobizny (1918) – Děmon, Baronesa, Lojzička Hendrychová, Sfinx
- Výkřiky a vzdechy (1911) – povídka ze vzpomínek na své mládí
- Dva obrazy staropražské (1915) – vlastenecká idyla
- Východočeské lomenice – národopisná studie
- O českém kroji
- Slavín žen českých
- Moderní pohádky
- Kamenité stezky – jedná se o soubor menších próz inspirovaných autorčiným krajem. Ve svých povídkách zaměřuje pozornost především na ženy, na jejich duševní chudobu, zaostalost a nemožnost vzdělání. V jedné z těchto povídek Lojzička Hendrychová, dívka z lidu poukazuje na tragédii nadaného venkovského děvčete, které marně touží po vzdělání. Nováková vyjadřuje odpor k chování venkovských paniček, které jí nechtějí pomoci v její touze po vzdělání.[9]
- Drobné prózy – dílo obsahuje v podstatě všechny drobné prózy Terézy Novákové. Spisovatelka se v nich obrací k venkovské tematice a projevuje se jako stoupenka realismu.
- Z luhů a hájů naší vlasti
- Z naší národní literatury

#### Online dostupná díla
- Digitalizovaná díla Terézy Novákové v České digitální knihovně
- NOVÁKOVÁ, Teréza. Ženský klub český v Praze : Přednáška pí. Terézy Novákové : Úvahy a přání klubu se týkající od zástupkyň učitelek a pošt. úřednic. Praha: Komitét pro zřízení Ženského klubu, [1902]. Dostupné online.
- NOVÁKOVÁ, Teréza: Karolina Světlá, její život a její spisy. Praha 1890. Dostupné online .